# Ruský černý teriér
Ruský černý teriér (někdy též černý teriér nebo ruský knírač) je psí plemeno vyšlechtěné v Rusku. Je to velké molossoidní plemeno rozšířené po celé Evropě a získalo si značnou oblibu i v České republice, kde má vlastní chovatelský klub.

## Historie
Ruský černý teriér vznikl po druhé světové válce, v SSSR, kdy se zvýšila poptávka po služebních psech. Proto začal být v chovatelské stanici Rudá hvězda systematický křížen novofundlandský pes, velký knírač, erdelteriér a rotvajler. Cílem bylo vytvořit odolného a lehce cvičitelného psa pro uplatnění jako hlídač nebo policejní pes a aby zároveň vydržel i drsné klimatické podmínky na Sibiři. Mezi běžné chovatele se černý teriér dostal v 50. letech, ačkoliv ještě neměl ustálený vzhled.
V České republice jej zastřešuje Klub chovatelů a přátel ruských černých teriérů.

## Vzhled
Černý teriér má mohutnou stavbu těla se silnými kostmi a masivním svalstvem. Hřbet je rovný, široký a svalnatý. Krátká, dobře osvalená bedra jsou mírně klenutá. Kohoutek se zřetelně rýsuje nad hřbetní linií. Břicho je mírně vtažené. Rovné a navzájem rovnoběžné končetiny jsou dobře zaúhlené. Tlapky jsou kompaktní a kulaté s dobře uzavřenými prsty. Hlava je dlouhá, díky porostu chlupů však působí hranatě. Stop je mírný. Hřbet nosu a temeno lebky jsou navzájem rovnoběžné. Malé, trojúhelníkové uši jsou překlopené dopředu. Skus je nůžkový. Srst je čistě černá nebo černá s občasnými šedými chlupy. Oči jsou vždy tmavé. Černý teriér je inteligentní, vyrovnaný, loajální a dobře cvičitelný pes s nekonfliktní povahou. V kohoutku měří psi 66–72 cm a feny 64–70 cm.